# Роберт Єйтс
Роберт Єйтс (англ. Robert Yates) (17 березня 1738—9 вересня 1801) — політик та суддя у США. 
Роберт Єйтс народився у Скенектаді, штат Нью-Йорк і навчався у Нью-Йорку. Отримав ліцензію правника у 1760 р. Адвокатував в Олбані. Тривалий час був членом Верховного суду штату Нью-Йорк, а вісім років його головою. Залишив Філадельфійський конвент, бо той начебто перевищив надані йому повноваження. Ревний антифедераліст, агітував проти ратифікації Конституції, написав кілька творів з критикою цього документа. Вів нотатки про засідання конвенту, які прислужилися історикам.